# American Club (Kohler, Wisconsin)
The American Club es un spa y resort de lujo ubicado en Kohler, Wisconsin. Es propiedad y está operado por Kohler Company. Ha recibido varios premios, incluido el Top 100 Golf Resorts de la revista Conde Nast Traveler, y es el único AAA Five Diamond Resort Hotel del Medio Oeste . Ahora es parte de Destination Kohler. Es miembro de Historic Hotels of America, el programa oficial del National Trust for Historic Preservation.
Fue construido en 1918 para albergar a los trabajadores inmigrantes de Kohler Company.
Los campos de golf cercanos Whistling Straits y Blackwolf Run están afiliados a The American Club.
Fue incluido en el Registro Nacional de Lugares Históricos en 1978.  